# Сювяоро
Сювя́оро (фин. Syväoro) —  посёлок  в Элисенваарском сельском поселении Лахденпохского района Республики Карелия России.

## География
Расположен вблизи российско-финляндской границы и входит в пограничную зону. От районного центра, города Лахденпохья, находится на расстоянии 30 км.

## История
В Великом княжестве Финляндском поселение входило в состав Выборгской губернии. До 1917 года, русское называние было Сювеоро, финское — Syväoro. Поселение входило в состав общины Париккала до 1940 года.
После Зимней войны согласно Московскому договору бо́льшая часть Выборгской губернии была передана СССР. Новая граница разделила общину Париккала, при этом Сювяоро оказался на территории, отошедшей СССР. Земли общины присоединили к Карельской Автономной ССР, которую преобразовали в Карело-Финскую ССР.
После завершения 19 сентября 1944 года Советско-финской войны 1941—1944 годов согласно заключённому Московскому перемирию снова в составе Карело-Финской Республики СССР.

## Население
| 2002 | 2009 | 2010 | 2013 |
| ---- | ---- | ---- | ---- |
| 0    | ↗3   | ↘0   | →0   |

## Пропускной пункт
В «Сювяоро» действует пункт пропуска через границу. Пешеходное пересечение границы в любую сторону запрещено, что традиционно для всей российско-финляндской границы. Пункт работает только по рабочим дням с 10:00 до 20:00 (время московское). По выходным или праздничным дням — закрыт.
До лета 2015 года пункт пропуска разрешалось использовать только для экспорта лесопродукции. С лета 2015 года через него возможно возвращение в Россию россиян на легковых автомобилях с российскими номерами, либо на велосипедах, и соответственно финнов в Финляндию. Выезд был запрещён, и был возможен лишь по специальным пропускам. С весны 2016 года, пропускной пункт вновь вернулся к схеме работы исключительно для перевозки грузов и хозяйственной деятельности. Проезд и проход через данный пункт с другими целями и без подтверждающих эти цели документов вновь запрещён.
Развитие
В мае 2015 года правительство РФ предложило Финляндии изменить статус пограничного перехода Париккала-Сювяоро с упрощенного на международный. Финская сторона идею не одобрила по причине дороговизны и снижения количества пересекающих границу в целом.
В январе 2016 года стало известно, что по соглашению с правительством республики инвестором строительства МАПП «Сювяоро» будет ОАО «Северо-Западный коридор развития». В рамках инвестиционного проекта также запланировано строительство автомагистрали Хийтола — Рюттю и создание в посёлке Пайкъярвенкюля инфраструктурного кластера «Онего».
Весной 2017 года вопрос об открытии МАПП Сювяоро-Париккала для международного движения вновь обсуждался правительствами России и Финляндии.
В ноябре 2018 года при сокращении федеральной целевой программы «Развитие Республики Карелия на период до 2020 года» строительство МАПП «Сювяоро» и таможенно-логистического терминала было сохранено.

## Транспорт
В 1947 году в Финляндии на железнодорожной линии Париккала — Элисенваара был разобран участок от Париккалы до новой границы, то есть почти до Сювяоро. Участок пути Сювяоро — Сорио — пл. 3 км — Элисенваара остался, его продолжили использовать советские железнодорожники.
На данный момент железнодорожной станции не существует, так же как и железнодорожной ветки Элисенваара — Сювяоро. Она была разобрана ещё в 1991 году, и ни в одном источнике до сих пор это не отмечено. Линия числится действующей. Полотно этой ветки сохранилось до сих пор, но сильно заросло. Сохранилось здание вокзала и перрон остановочного пункта Сорьё. В случае открытия международного пункта пропуска ветки, вероятно, будут восстановлены.

## Фотогалерея

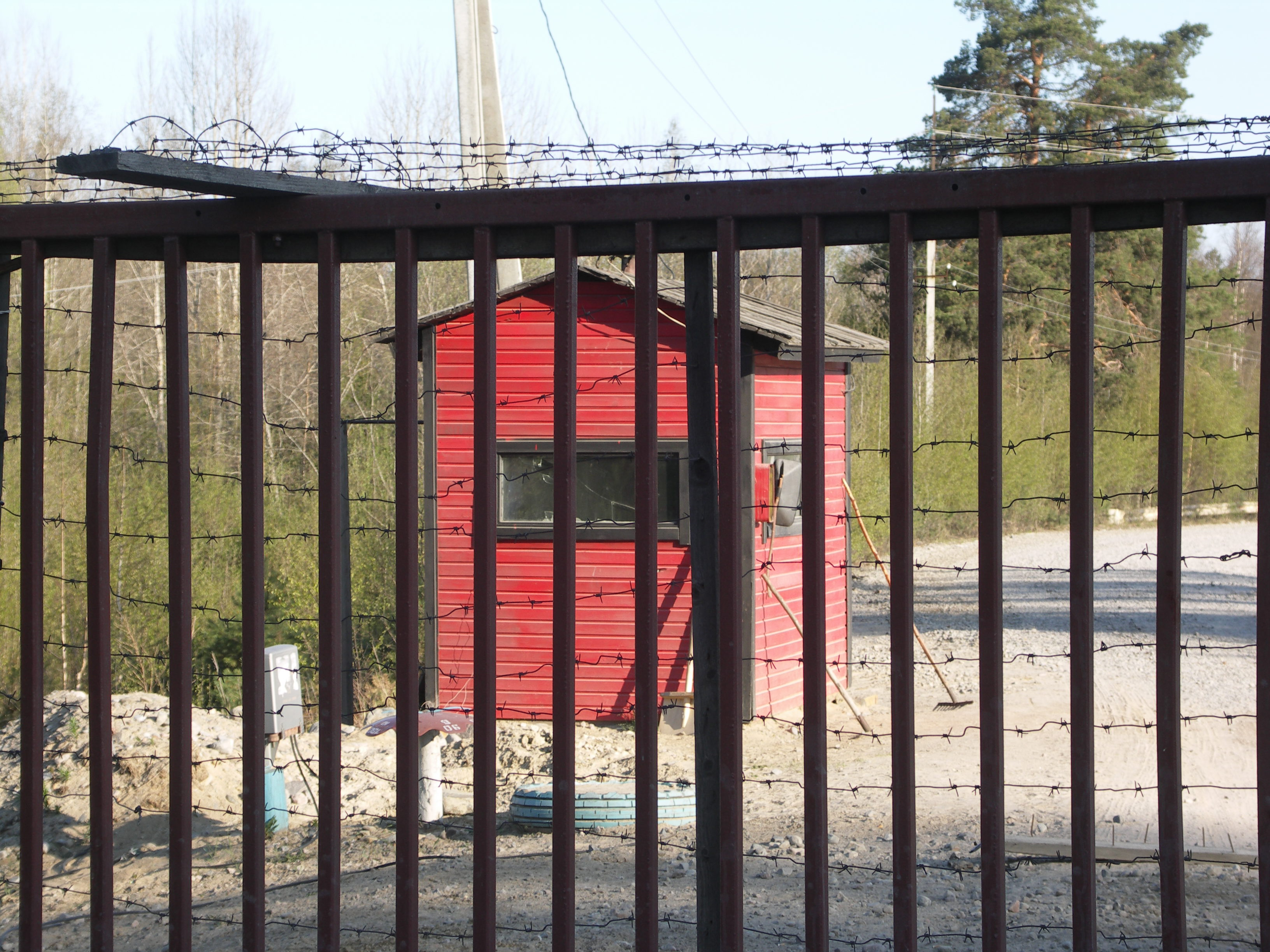
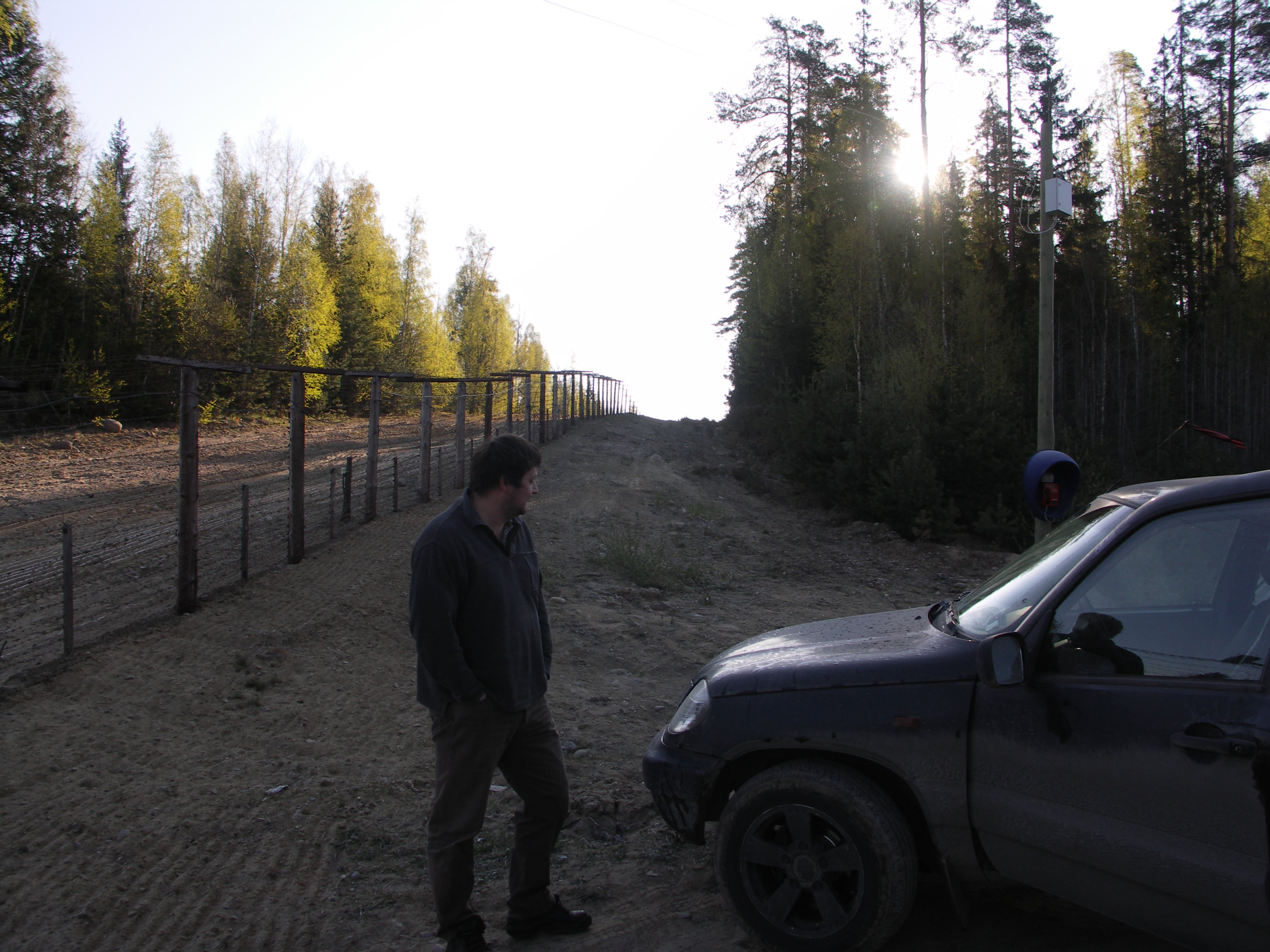
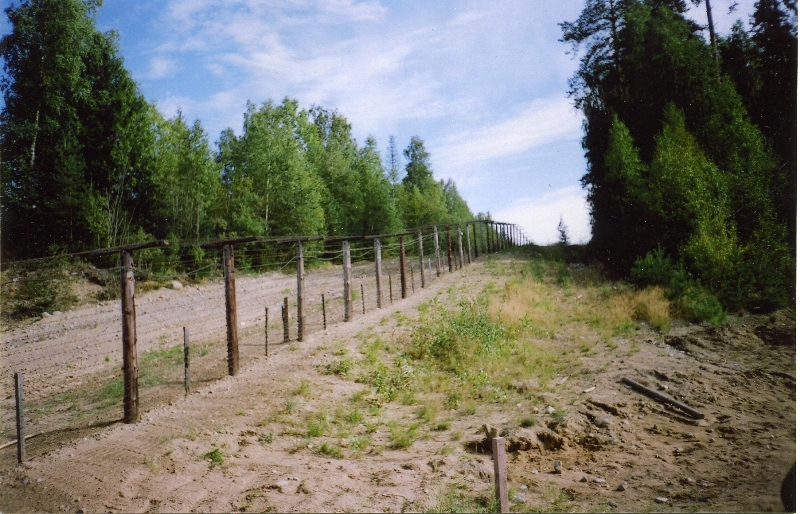
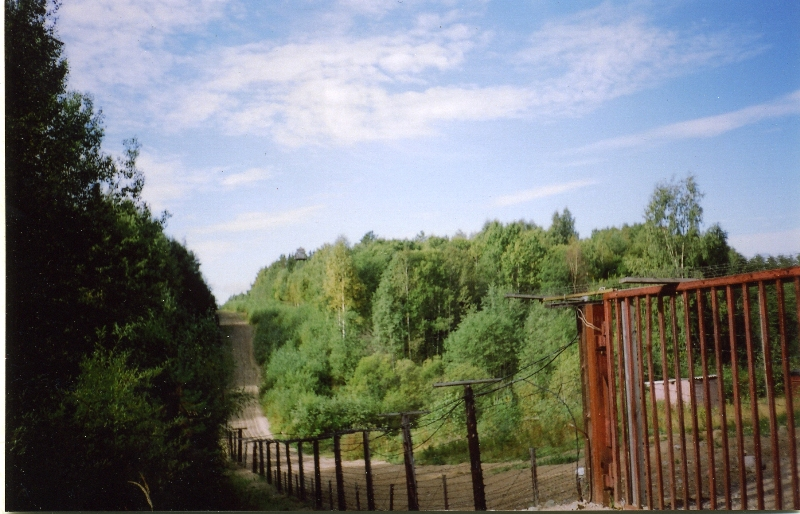
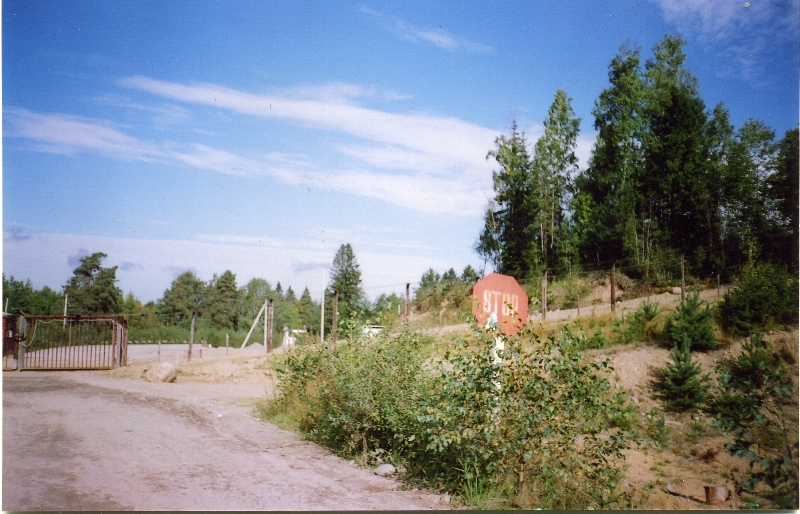